# Caecum torquetum
Caecum torquetum là một loài ốc biển nhỏ, là động vật thân mềm chân bụng sống ở biển trong họ Caecidae.

## Miêu tả
Độ dài vỏ lớn nhất ghi nhận được là 2.5 mm.

## Môi trường sống
Độ sâu nhỏ nhất ghi nhận được là 6 m. Độ sâu lớn nhất ghi nhận được là 52 m.